# Польяно-Міланезе
Польяно-Міланезе (італ. Pogliano Milanese) — муніципалітет в Італії, у регіоні Ломбардія,  метрополійне місто Мілан.
Польяно-Міланезе розташоване на відстані близько 500 км на північний захід від Рима, 17 км на північний захід від Мілана.
Населення — 8373 особи (2014).
Щорічний фестиваль відбувається 29 червня. Покровитель — Петро (апостол).

## Демографія
Населення за роками:

Станом на 1 січня 2023 року в муніципалітеті офіційно проживало 760 іноземців з 56 країн, серед них 230 громадян країн Євросоюзу та 52 громадяни України.

## Сусідні муніципалітети
- Арлуно
- Лаїнате
- Нерв'яно
- Преньяна-Міланезе
- Ро
- Ванцаго